# Dampierre (Jura)
Dampierre é uma comuna francesa na região administrativa de Borgonha-Franco-Condado, no departamento de Jura. Estende-se por uma área de 9.48 km². Em 2010 a comuna tinha 1 313 habitantes (densidade: 138,5 hab./km²).
Em 1 de janeiro de 2019, incorporou a antiga comuna de Le Petit-Mercey ao seu território.